# Фурейдис

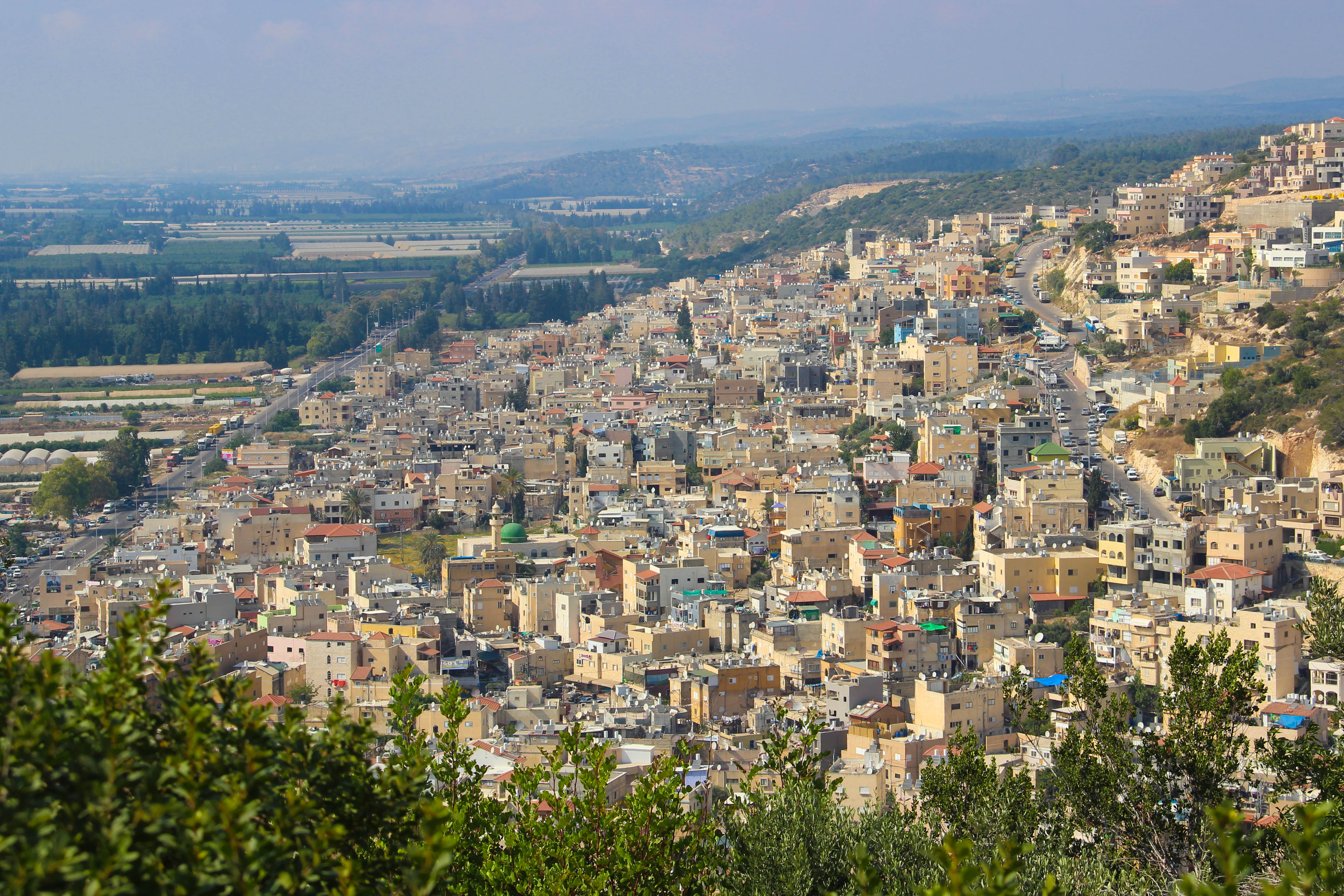
Вид на Фурейдис

Фурейдис (ивр. פוריידיס‎, араб. الفريديس‎) — местный совет в Хайфском округе Израиля.
Расположен примерно в 60 км к северо-востоку от центра Тель-Авива и в 25 км к югу от города Хайфа, между прибрежной равниной и горным массивом Кармель, на высоте 33 м над уровнем моря. Расстояние до побережья Средиземного моря составляет около 3 км. Площадь совета составляет 2,69 км².

## Население
По данным Центрального статистического бюро Израиля, население на начало 2020 года составляло 13 247 человек.
Население почти на 100 % представлено арабами-мусульманами.
Динамика численности населения по годам:
| 1961 | 1972 | 1983 | 1995 | 2001 | 2002 | 2009   | 2012   | 2016   |
| ---- | ---- | ---- | ---- | ---- | ---- | ------ | ------ | ------ |
| 1953 | 3403 | 5224 | 7549 | 9100 | 9300 | 11 014 | 11 900 | 12 389 |